# Inishkeel

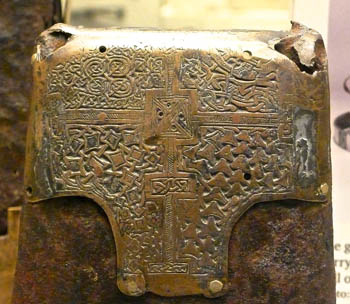
St Conall Cael’s Bell

Inishkeel (irisch Inis Caoil) ist eine unbewohnte Gezeiteninsel beim Weiler Narin, nordöstlich von Portnoo im County Donegal in Irland. Während der Frühlingsmonate findet traditionell eine Wallfahrt zu den Klosterruinen auf der Insel statt, da es möglich ist, zu Fuß über eine Sandbank auf die Insel zu gelangen. Wegen ihrer künstlerischen und archäologische Bedeutung wurde die Insel zum Nationaldenkmal erklärt (Code: DG064-003). 

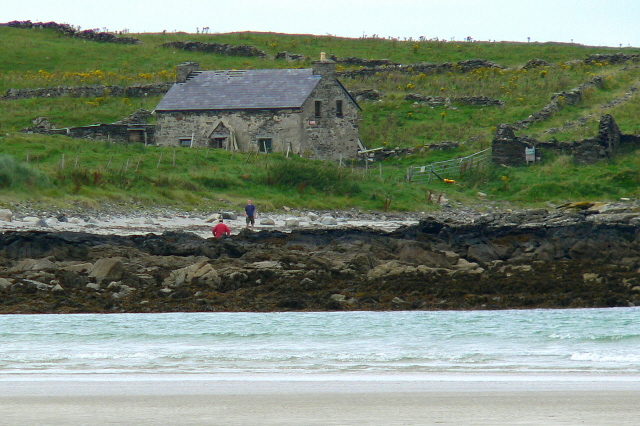
Verlassenes Haus auf Inishkeel

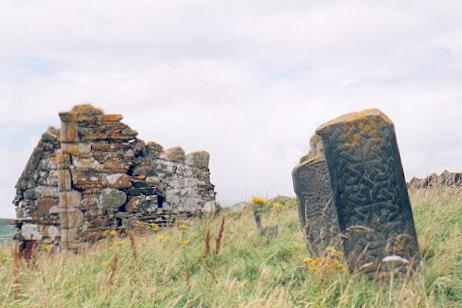
Kirchenruine Kreuzschaft und (dahinter) Cross-Slab von Inishkeel

St Conal oder Conall Cael, von dem die Insel ihren Namen hat, soll im späten 6. Jahrhundert auf der Insel ein Kloster gegründet haben. Es gibt die Ruinen zweier Kirchen des 12. Jahrhunderts. Der nördliche Giebel der St Conals church wurde rekonstruiert. Unter den Resten ragen die großen Ecksteine der Westmauer heraus.
Hauptsehenswürdigkeiten auf Inishkeel sind ein Cross-Slab und ein Kreuzschaft, die sich in hervorragenden Zustand befinden und beidseitig verziert sind. Die Kreuzplatte stammt wahrscheinlich aus dem 8./9. Jahrhundert. Der Schaft eines hohen Kreuzes stammt aus dem 11./12. Jahrhundert. Auf dem Friedhof liegt ein großer Felsblock, traditionell als St Conal’s Bett bekannt. In der Nähe liegt St Conal’s heiliger Brunnen. Eine kunstvoll verzierte Glocke namens St Conall Cael’s Bell blieb bis zum 19. Jahrhundert auf Inishkeel und wurde dann vom British Museum erworben.